# Punta Bacacay
Punta Bacacay ist eine Landspitze von Dodman Island im Archipel der Biscoe-Inseln westlich der Antarktischen Halbinsel. Sie liegt 16 km westsüdwestlich des Ferin Head.
Argentinische Wissenschaftler benannten sie. Der weitere Benennungshintergrund ist nicht hinterlegt.